# 重庆号事件
重庆号事件是发生在1949年2月25日晨中华民国海军重庆号巡洋舰投向中国人民解放军的事件。

## “重庆”舰简介
“重庆”号巡洋舰原是在20世纪30年代建造的英国皇家海军的「曙光女神號」轻巡洋舰。第二次世界大战后，英国为補偿在香港損失的代为保管之船舰，1948年5月，将该舰转交中华民国，改名「重庆号」。

## 事件始末
1948年5月26日“重慶”号与英国租借給中华民国的“灵甫”号驅逐艦（原名为HMS Mendip）从樸次茅斯海軍基地启程，英國海軍部派遣一個由白寧頓上校為首的七人聯絡組隨艦護航回國，該艦艦長鄧兆祥認為該艦應由中國海軍指揮，拒絕白寧頓護航的提議。1948年7月28日抵达香港，白寧頓離艦飛到南京向海軍總司令桂永清告狀，桂永清決定撤換艦長，派海軍總部作戰處長盧東閣接任，一到南京，桂永清就為此事指責鄧兆祥。:14-15
該艦於1948年8月14日抵達南京。:236
自国军在第二次国共内战中与解放军的三大战役中溃败，当时在“重庆”舰上服役的部分官兵，由于对战争形势的失望，以及在中共地下组织策动之下，经秘密串联形成了两个秘密组织：一个是以王颐桢、武定国、洪进先、毕重远（中共地下组织党员）、陈鸿源、张启钰（中共党员）等27名士兵组成的“重庆舰士兵解放委员会”；另一个是以曾祥福、莫香传（此两人事件前被调离）、蒋树德、王继挺等基层军官、士兵18人的秘密组织。 由于缺乏信任，两个秘密组织事件前没有直接联系，但都与中共地下组织取得了联系。另外，中共地下组织还将张兴昌派到舰上，中共地下组织对“重庆”舰的舰长邓兆祥也进行了策反工作。 
1949年2月17日“重庆号”开到吴淞口，准备逆长江而上，阻止解放军渡江战役。根據美國海軍情報局在事後不久獲得的情報，事件是因為新任艦長盧東閣而發生。盧東閣在本艦出海離開上海後召集官兵，表示接任艦長發號施令。支持邓兆祥的官兵反抗，抓住盧扔到海裡，支持盧的官兵反擊，接管本艦。:2362月25日凌晨1时，在“重庆舰士兵解放委员会”发动反抗，并通知另一秘密组织一同参加，同时准备一旦失败就引爆弹药库炸沉军舰。“重庆”号舰长邓兆祥事先不知道舰上官兵打算反抗，后来在争取劝说之下加入反抗官兵。25日凌晨5时45分在邓兆祥指挥之下“重庆”号驶出长江口航道，向北驶向解放军控制的山东烟台港。25日“重庆舰士兵解放委员会”发布了《重庆军舰起义告全体同学书》和《重庆军舰起义告海员同志及技工同志书》向全舰官兵宣布起义。2月26日晨6时，“重庆号”到达烟台。
“重庆”舰叛逃后海军尚不知情，让国军方面十分震惊，海军通过无线电台一再呼叫四天无果。2月28日，空军侦察机发现“重庆”舰停泊在烟台港。3月2日晚，蒋中正向空军副司令王叔铭下命令炸沉“重庆”舰。在当天日记中表达愤怒之情：“此为我海军之奇耻大辱，诚无颜以见世人，更无颜以对英国赠此舰之厚义也。预料败事者必桂永清，今果验矣......”
3月3日从台湾新竹基地派出四架B-24轰炸机，经上海加油，飞到烟台港轰炸不中。3月4日“重庆”舰开到葫芦岛隐藏。当时青岛的沧口机场还由国军掌握，从台湾调来十八架B-24轰炸机以及用于搜索的飞机。3月16日，发现了“重庆”舰在葫芦岛。3月18、19日，派出B-24轰炸机轰炸“重庆”舰，“重庆”舰艉部受损，多人受伤，于3月20日沉沒，國軍轟炸後的空中照相清楚显示船身弹痕，确认整条船翻过去了。中共方面當時聲稱反抗官兵为保全军舰，减少伤亡，在卸下大量武备、仪器后自沉。 3月24日，中共领导人毛泽东、朱德致电邓兆祥慰勉“重庆”舰官兵起义行动。
美方認為事件是官兵自發，鄧隨後支持，並非由中共下令發動。事後發展也顯示邓兆祥雖然獲任高官，中共對他並不信任，直到1965年才獲准入黨。:239-240

## “重庆”舰结局
1951年5月16日，“重庆”舰在苏联专家帮助下打捞出水，被拖至大连，后认为不能修复。一位不願透露姓名的“重慶號”老兵表示，共军打撈“重慶號”遺骸，共撈起銀元三十余萬元、黃金十余萬兩。
1957年“重庆”舰上设备进行处理。1959年，共军海军将“重庆”舰交给交通部上海海运局。1964年，“重庆”舰体调拨给天津641工程指挥部（渤海石油公司）作为住宿船。最终1990年代初期舰体被拆解处理。